# Isla Short
Isla Short, née le 18 septembre 1996 à Carluke, est une coureuse cycliste britannique spécialiste de VTT cross-country.

## Palmarès en VTT cross-country

### Championnats du monde
- Leogang 2020
  - 5e du cross-country
- Val di Sole 2021
  - 14e du cross-country

### Coupe du monde
- Coupe du monde de cross-country espoirs
  - 2017 : 10e du classement général

- Coupe du monde de cross-country élites
  - 2021 : 37e du classement général
  - 2022 : 43e du classement général
  - 2023 : 35e du classement général
  - 2024 : 43e du classement général

- Coupe du monde de cross-country short track
  - 2022 : 41e du classement général
  - 2023 : 45e du classement général
  - 2024 : 39e du classement général

### Championnats de Grande-Bretagne
- 2016
  - 2e du cross-country espoirs
- 2017
  - 2e du cross-country espoirs
- 2018
  - 3e du cross-country espoirs
- 2019
  - 2e du cross-country
- 2021
  -  Championne de Grande-Bretagne de cross-country
  -  Championne de Grande-Bretagne de cross-country marathon
- 2022
  - 3e du cross-country
- 2023
  -  Championne de Grande-Bretagne de cross-country marathon